# Петров, Александр Дмитриевич (фигурист)
Александр Дмитриевич Петров (род. 26 апреля 1999 года в Санкт-Петербурге, Россия) — российский фигурист, выступающий в одиночном катании. Победитель этапа Челленджер Небельхорн (2016), Кубка Ниццы как среди взрослых, так и среди юниоров, бронзовый призёр чемпионата России, чемпион России среди юниоров 2015 года. Мастер спорта России, по состоянию на 18 марта 2017 года занимает 20-е место в рейтинге Международного союза конькобежцев (ИСУ).

## Биография
Александр Петров родился в северной столице России Санкт-Петербурге в апреле 1999 года. Фигурным катанием занимается с пяти лет.
Первые серьёзные успехи пришли с тренерским тандемом Мишиных в 2011 году в Германии, где он среди новичков-юниоров победил в Дортмунде. Выступление на юниорском первенстве России было не столь успешно. Однако на следующий год он выиграл бронзовую медаль юниорского первенства России и принял участие в российском чемпионате, где замкнул десятку. Выступал и в юниорском Гран-при, но в финал не прошёл.
В олимпийский сезон 2014 года он выступил неплохо на Гран-при, получив право выступать в финале, где оказался пятым. Впервые стартовал на взрослых международных соревнованиях (Кубок Вольво в Риге) и занял там второе место, пропустив лишь прославленного российского спортсмена Евгения Плющенко. Стал вице-чемпионом в первенстве России среди юниоров, был восьмым на российском чемпионате. В марте 2014 года он выступал на юниорском чемпионате мира, где остановился в шаге от третьего места.
Осенью 2014 года он прекрасно стартовал в серии Гран-при, сумел выйти в юношеский финал Гран-при. Очень неплохо выступил на престижном взрослом турнире в Финляндии. Через неделю он выиграл по взрослому составу Кубок Ниццы, улучшив при этом все свои показатели. За месяц до Финала Гран-при также он победил в Риге на Кубке Вольво. Через две недели в Польше он выиграл Кубок Варшавы и попутно в короткой программе улучшил свои спортивные достижения. Однако в финале юношеского Гран-при в испанской Барселоне он оказался только бронзовым призёром. Ещё большее разочарование его постигло на российском чемпионате, где он занимал после короткой программы 6-е место, однако финишировал на 9-м месте. В начале февраля он выиграл первенство России среди юниоров и это позволило ему попасть на юниорский чемпионат. В начале марта он выступал на юниорском чемпионате мира в Таллине. Старт был успешный, Александр занимал 3-е место. Однако в произвольной программе он совершил несколько ошибок, к тому же упал. В результате замкнул десятку и финишировал на 6-м месте.
Новый сезон Александр открыл в середине октября 2015 года в Ницце на турнире Кубок Ниццы и после короткой программы (которую он исполнил со своим рекордным результатом) он занимал третье место. Однако в произвольной выступил неудачно и замкнул шестёрку. В конце октября спортсмен выступал на этапе серии Гран-при Skate Canada; где он занял шестое место. На очередном турнире Гран-при в сезоне фигуристу не повезло. Турнир во Франции не был завершён из-за траура и военного положения в стране. На национальном чемпионате 2016 года в сложной борьбе сумел завоевать бронзовую медаль. Это позволило ему впервые выступить на европейском чемпионате, который он завершил в десятке, при этом незначительно улучшив свои прежние достижения в короткой программе. В феврале 2016 года на Кубке Сараево он был вторым, пропустив земляка Артура Дмитриева.
В межсезонье над программами фигуриста работал и действующий узбекский фигурист Миша Ге. Предолимпийский сезон Петров начал в Германии на турнире Небельхорн, в сложной борьбе он выиграл турнир и незначительно улучшил свои прежние достижения в произвольной программе и сумме. Через две недели Александр выступал на турнире Finlandia Trophy, где он сумел лишь замкнуть шестёрку. В конце октября российский фигурист выступал на этапе Гран-при в Миссиссоге, где на Кубке федерации Канады занял место в середине турнирной таблицы. В середине ноября он принял участие на своём втором в этом сезоне этапе Гран-при в Пекине, где на Кубке Китая и занял место в середине турнирной таблицы. В начале декабря россиянин выступил в Хорватии на турнире Золотой конёк Загреба, где он провалил короткую программу, но выиграл произвольную и занял четвёртое место. В конце декабря на национальном чемпионате Петров неуверенно выступил и в итоге не смог войти в число пяти лучших. В начале февраля 2017 года Александр принял участие российском первенстве среди юниоров, где финишировал вторым. В феврале он принял участие в софийском турнире в Болгарии для получения техминимума для участия в юниорском мировом чемпионате, где занял первое место и улучшил свои прежние достижения в короткой программе. Сразу после этого последовало выступление на финале Кубка России, которое он закончил вице-чемпионом. В середине марта он выступал в Тайбэе на юниорском мировом чемпионате, где в сложной борьбе с другими российскими фигуристами оказался самым неудачным, без медали. При этом он улучшил все свои прежние спортивные достижения.
В сентябре российский одиночник начал олимпийский сезон в Бергамо, где на Кубке Ломбардии он финишировал в середине десятки. В начале октября принял участие в Эспоо, на Трофее Финляндии, где финишировал в конце десятки. Через месяц россиянин выступил на китайском этапе серии Гран-при в Пекине, где финишировал предпоследним. В начале декабря он принял участие в Золотом коньке Загреба, где он занял место в конце десятки. На национальном чемпионате в середине декабря в Санкт-Петербурге Александр снялся после исполнения короткой программы.

## Спортивные достижения
| Соревнования                    | 2010—2011 | 2011—2012 | 2012—2013 | 2013—2014 | 2014—2015 | 2015—2016 | 2016—2017 | 2017—2018 |
| ------------------------------- | --------- | --------- | --------- | --------- | --------- | --------- | --------- | --------- |
| Чемпионат Европы                |           |           |           |           |           | 8         |           |           |
| Этапы Гран-при: Skate Canada    |           |           |           |           |           | 6         | 7         |           |
| Этапы Гран-при: Кубок Китая     |           |           |           |           |           |           | 6         | 11        |
| Этапы Гран-при: Trophée Bompard |           |           |           |           |           | С         |           |           |
| Finlandia Trophy                |           |           |           |           | 3         |           | 6         | 9         |
| Кубок Варшавы                   |           |           |           |           | 1         |           |           |           |
| Небельхорн                      |           |           |           |           |           |           | 1         |           |
| Золотой конёк Загреба           |           |           |           |           |           |           | 4         | 8         |
| Кубок Ломбардии                 |           |           |           |           |           |           |           | 7         |
| Кубок Ниццы                     |           |           | 1 J.      |           | 1         | 6         |           |           |
| Кубок Volvo                     |           |           | 1 J.      | 2         | 1         |           |           |           |
| Кубок Сараево                   |           |           |           |           |           | 2         |           |           |
| Турнир в Будапеште              |           |           |           |           |           | 2         |           |           |
| Турнир в Есенице                |           |           |           |           |           |           | 1         |           |
| Чемпионат мира среди юниоров    |           |           |           | 4         | 6         |           | 4         |           |
| Юниорские финалы Гран-при       |           |           |           | 5         | 3         |           |           |           |
| Юниорский Гран-при: Чехия       |           |           |           | 2         |           |           |           |           |
| Юниорский Гран-при: Франция     |           |           | 5         |           |           |           |           |           |
| Юниорский Гран-при: Польша      |           |           |           | 2         |           |           |           |           |
| Юниорский Гран-при: Эстония     |           |           |           |           | 1         |           |           |           |
| Юниорский Гран-при: Словения    |           |           |           |           | 2         |           |           |           |
| Юниорский Гран-при: Турция      |           |           | 2         |           |           |           |           |           |
| Трофей Софии                    |           |           |           |           |           |           | 1 J.      |           |
| Турнир СР-В                     |           | 1 N.      |           |           |           |           |           |           |
| Кубок Несквик                   | 2 N.      | 1 N.      |           |           |           |           |           |           |
| Чемпионаты России               |           |           | 10        | 8         | 9         | 3         | 6         | WD        |
| Финал кубка России              |           |           |           |           |           |           | 2         |           |
| Первенство России среди юниоров |           | 12        | 3         | 2         | 1         |           | 2         |           |

- N. — новички-юниоры.
- J. — юниор.
- С  — соревнование не было завершено.
- WD — снялся с соревнований.